# Тревиљо
Тревиљо (итал. Treviglio) град је у северној Италији. То је други по величини и значају град округа Бергамо у оквиру италијанске покрајине Ломбардија.
Тревиљо називају и „градом трактора“, по великом предузећу за његову производњу, које је овде смештено.

## Природне одлике
Град Тревиљо се налази свега 40 км источно од Милана, у средишњем делу Падске низије. Град се развио близу реке Ада, притоке Поа. Град се налази у равничарском крају, познатом по веома развијеној пољопривреди (вино, пиринач, житарице и млечни производи), на приближно 125 m надморске висине.

## Становништво
Према резултатима пописа становништва 2011. у општини је живело 28.410 становника.
| 1931.  | 1936.  | 1951.  | 1961.  | 1971.  | 1981.  | 1991.  | 2001.  | 2011.  |
| ------ | ------ | ------ | ------ | ------ | ------ | ------ | ------ | ------ |
| 19.144 | 19.164 | 21.555 | 23.413 | 25.989 | 26.132 | 25.299 | 25.736 | 28.410 |

Тревиљо данас има око 29.000 становника, махом Италијана. Током протеклих деценија градско становништво расте.

## Партнерски градови
- Лауинген
- Thiès
- Romsey

## Галерија
- Катедрала св. Мартина у Тревиљу
- Градска фонтана
- Главна железничка станица
- Музеј науке